# 吉竹範子
吉竹 範子（よしたけ のりこ、10月15日 - ）は、日本の女性声優。兵庫県出身。

## 経歴
龍谷大学卒業。青二塾大阪校14期生。
以前は青二プロダクションに所属していた。

## 人物
方言は関西弁。
特技は歌。
資格は普通自動車免許。

## 出演

### テレビアニメ
1998年
- 守護月天!（猫達、住人、車騎）

1999年
- 週刊ストーリーランド（与ひょう役生徒、子供）
- 神八剣伝（ハル）
- ONE PIECE（2000年 - 2001年、にんじん、小鳥、女店主、ネギ熊まりあ、タマチビ）

2000年
- 犬夜叉（若い娘）
- ヴァンドレッド（ブリッジクルーG）

2001年
- まみむめ★もがちょ（ペートン）

2002年
- キン肉マンII世（少年キッド[3]）

2003年
- エアマスター（バラクーダー1号）
- ボボボーボ・ボーボボ（ケガール）
- グリーングリーン（春乃亜理紗[4]）

2004年
- リングにかけろ1（志那虎〈少年時代〉）
- ちびまる子ちゃん（占い師）
- 美鳥の日々（悪ガキA）

年代不明
- ののちゃん（奥さん）

### 劇場版アニメ
- キン肉マンII世（2001年、お姉さん）
- AIR（2005年、子供）

### ゲーム
- ガチャフォース（カケル、キツネ）
- グリーングリーン（春乃亜里紗）
- グリーングリーン3 ハローグッバイ（春乃亜里紗）
- 北斗の拳 世紀末救世主伝説（タキ）
- ONE PIECE グラバト! RUSH（にんじん、ノジコ）
- ONE PIECE アンリミテッドアドベンチャー（にんじん）
- ファーランドオデッセイ 伝説を継ぐ者（サレモス）

### ドラマCD
- テイルズ オブ ファンタジア ANTHOLOGY.2（女の子の母親）
- ドラマCD テイルズ オブ エターニア（オルロの妻）
- 百鬼夜行抄（飯嶋律〈子供時代〉）
- ONE 〜輝く季節へ〜（教師A）
  - 川名みさきストーリー 『開かれた扉』